# Wabamun 133B
Wabamun 133B är ett reservat i Kanada.   Det ligger i provinsen Alberta, i den centrala delen av landet, 2 900 km väster om huvudstaden Ottawa.
Omgivningarna runt Wabamun 133B är en mosaik av jordbruksmark och naturlig växtlighet. Runt Wabamun 133B är det glesbefolkat, med 11 invånare per kvadratkilometer.